# Ataşehir
Ataşehir je nová městská část asijské části Istanbulu. Hraničí s městskými částmi Ümraniye (sever), Çekmeköy (severovýchod), Maltepe (jih), Kadıköy (jihozápad) a Üsküdar (západ). V roce 2012 měla městská část Ataşehir celkovou rozlohu 25,8 km² a 351 046 obyvatel.
Ataşehir získal svou samostatnost roku 2008 oddělením od městské části Kadıköy a patří k nejmodernějším a nejrychleji rostoucím částem Istanbulu.

## Členění
Istanbulský městský obvod Ataşehir vznikl roku 2008 a skládá se z celkem 17 městských částí:
| - Aşık Veysel - Barbaros - Ferhatpaşa - İçerenköy - Kayışdağı - Mevlana | - Mustafa Kemal - Yeni Çamlıca - Yenişehir - Atatürk - Esatpaşa - Fetih | - İnönü - Küçükbakkalköy - Mimar Sinan - Örnek - Yeni Sahra |